# جمهوریت (روزنامه چاپ تهران)
روزنامه جمهوریت، روزنامه خبری، تحلیلی و سیاسی صبح و اصلاح طلب بود که توسط قاضی مرتضوی توقیف شد.

## خط مشی جمهوریت
بخش‌های مختلف روزنامه جمهوریت عبارت بودند از: گفتارها، محیط زیست، صنفی و مدنی، حقوق بشر، نهادهای آموزشی، حقوقی، نیمه دیگر و فرهنگ و ادب .
عمادالدین باقی، سردیبر این روزنامه در مقدمه اولین شماره جمهوریت، دربارهٔ "تحصن بیست روزه نمایندگان مجلس ششم" نوشت.

### توقیف
پس از توقیف این روزنامه ۱۵۰ روزنامه‌نگار ایران در نامه‌ای سرگشاده به احمد مسجدجامعی، وزیر فرهنگ و ارشاد اسلامی و ناصر خالقی، وزیر کار و امور اجتماعی به روند برخورد با روزنامه‌ها اعتراض کردند.
هم چنین پس از توقیف در پی توقیف و تعطیلی روزنامه‌های وقایع اتفاقیه و جمهوریت، انجمن دفاع از آزادی مطبوعات ایران در ۱۹ ژوئیه ۲۰۰۴ بیانیه ای در انتقاد از عملکرد قوه قضائیه جمهوری اسلامی صادر و خواستار رفع توقیف از نشریات شد.